# 灰陶

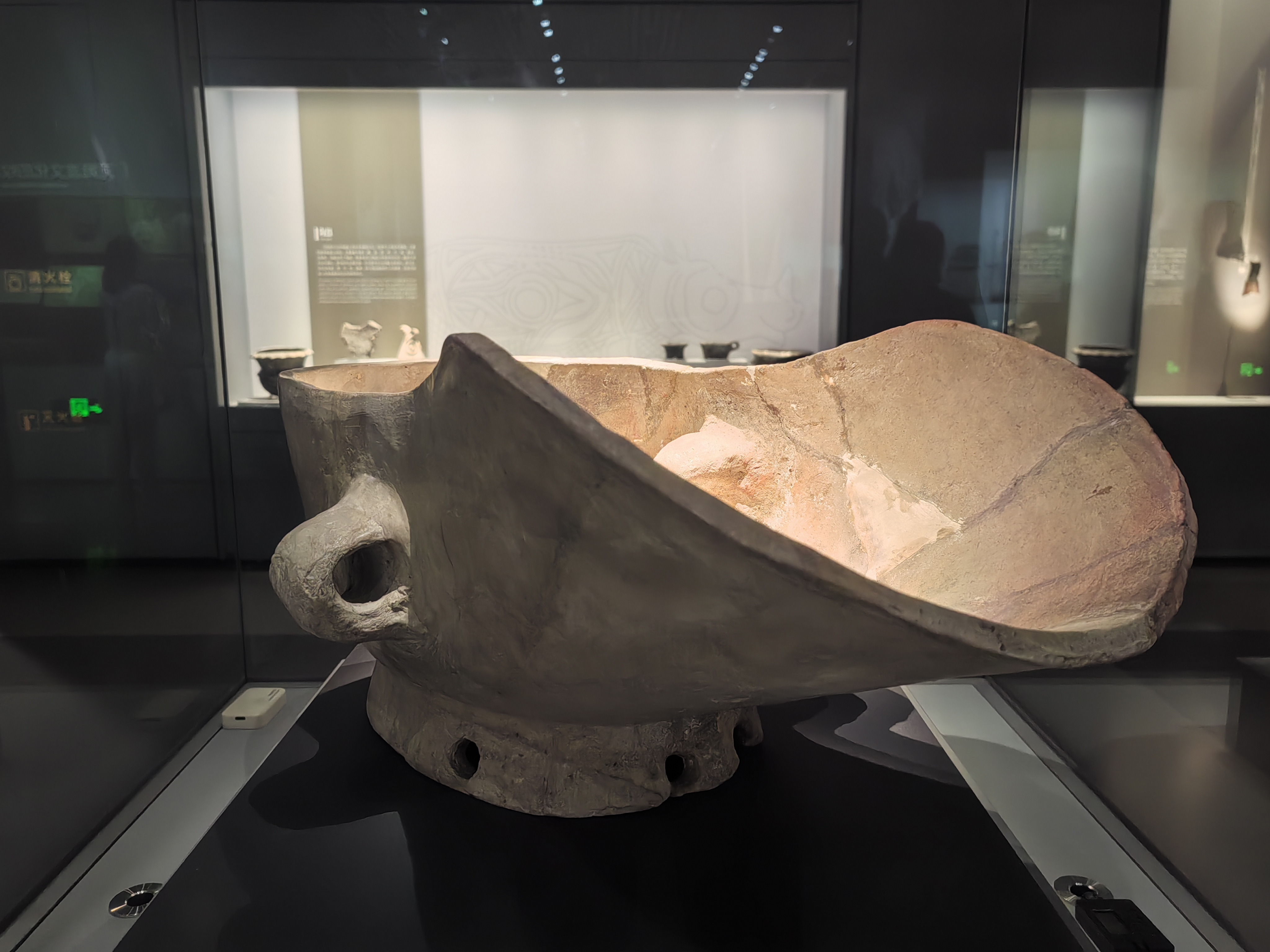
河姆渡出土陶灶材质为夹砂灰陶

灰陶是在高温的还原气氛中烧制，并在陶器表面吸附碳粉而成。需要精制土胎、高温窑炉和长时间的烧制等条件，因此可以代表当时较高的技术水平。老官台文化（公元前4500年左右）中发现了灰陶。。春秋时代出现了在灰陶的器表以红、白、黑等颜料绘画或刻入纹样的加彩灰陶。秦始皇兵马俑也属于加彩灰陶。